# First Division 1932-1933
La First Division 1932-1933 è stata la 41ª edizione della massima serie del campionato inglese di calcio, disputato tra il 27 agosto 1932 e il 6 maggio 1933 e conclusa con la vittoria dell'Arsenal, al suo secondo titolo.
Capocannoniere del torneo è stato Jack Bowers (Derby County) con 35 reti.

## Stagione

### Novità
Al posto delle retrocesse Grimsby Town e West Ham Utd sono salite dalla Second Division il Wolverhampton e il Leeds Utd.

### Avvenimenti
Le prime battute del torneo videro una lotta al vertice fra Portsmouth, West Bromwich e Aston Villa, con le ultime due in grado di prendere il comando solitario della classifica fra la quarta e la settima giornata. Successivamente emerse l'Arsenal che, grazie ad alcune vittorie importanti come quella contro i campioni in carica dell'Everton e l'8-2 al Leicester City inseguì i Villans e li sorpassò al dodicesimo turno, assumendo definitivamente il comando della graduatoria.
Concluso il girone di andata con quattro punti sull'Aston Villa e sei su Sheffield Weds su Leeds Utd, nella tornata conclusiva l'Arsenal continuò la sua marcia regolare verso il secondo titolo, ratificato con tre gare di anticipo. All'ultima giornata vennero definiti i verdetti in zona retrocessione, che videro Bolton e Blackpool scendere di categoria: in particolare, i Seasiders risultarono sfavoriti da un pareggio alla penultima giornata contro i diretti concorrenti del Wolverhampton.

## Squadre partecipanti
| Club              | Stagione | Città               | Stadio               | Stagione precedente                   |
| ----------------- | -------- | ------------------- | -------------------- | ------------------------------------- |
| Arsenal           | dettagli | Londra              | Arsenal Stadium      | 2º posto in First Division            |
| Aston Villa       | dettagli | Birmingham          | Villa Park           | 5º posto in First Division            |
| Birmingham City   | dettagli | Birmingham          | Ewood Park           | 9º posto in First Division            |
| Blackburn         | dettagli | Blackburn           | St Andrew's          | 16º posto in First Division           |
| Blackpool         | dettagli | Blackpool           | Bloomfield Road      | 20º posto in First Division           |
| Bolton            | dettagli | Bolton              | Burnden Park         | 17º posto in First Division           |
| Chelsea           | dettagli | Londra              | Stamford Bridge      | 12º posto in First Division           |
| Derby County      | dettagli | Derby               | Baseball Ground      | 15º posto in First Division           |
| Everton           | dettagli | Liverpool           | Goodison Park        | 1º posto in First Division            |
| Huddersfield Town | dettagli | Huddersfield        | Leeds Road           | 4º posto in First Division            |
| Leeds Utd         | dettagli | Leeds               | Elland Road          | 2º posto in Second Division, promosso |
| Leicester City    | dettagli | Leicester           | Filbert Street       | 19º posto in First Division           |
| Liverpool         | dettagli | Liverpool           | Anfield              | 10º posto in First Division           |
| Manchester City   | dettagli | Manchester          | Maine Road           | 14º posto in First Division           |
| Middlesbrough     | dettagli | Middlesbrough       | Ayresome Park        | 18º posto in First Division           |
| Newcastle Utd     | dettagli | Newcastle upon Tyne | St James' Park       | 11º posto in First Division           |
| Portsmouth        | dettagli | Portsmouth          | Fratton Park         | 8º posto in First Division            |
| Sheffield Utd     | dettagli | Sheffield           | Bramall Lane         | 7º posto in First Division            |
| Sheffield Weds    | dettagli | Sheffield           | Hillsborough Stadium | 3º posto in First Division            |
| Sunderland        | dettagli | Sunderland          | Roker Park           | 13º posto in First Division           |
| West Bromwich     | dettagli | West Bromwich       | The Hawthorns        | 6º posto in First Division            |
| Wolverhampton     | dettagli | Wolverhampton       | Molineux Stadium     | 1º posto in Second Division, promosso |

## Classifica finale
|       | Pos. | Squadra           | Pt | G  | V  | N  | P  | GF  | GS  | Med   |
| ----- | ---- | ----------------- | -- | -- | -- | -- | -- | --- | --- | ----- |
|       | 1.   | Arsenal           | 58 | 42 | 25 | 8  | 9  | 118 | 61  | 1.934 |
|       | 2.   | Aston Villa       | 54 | 42 | 23 | 8  | 11 | 92  | 67  | 1.373 |
|       | 3.   | Sheffield Weds    | 51 | 42 | 21 | 9  | 12 | 80  | 68  | 1.176 |
|       | 4.   | West Bromwich     | 49 | 42 | 20 | 9  | 13 | 83  | 70  | 1.186 |
|       | 5.   | Newcastle Utd     | 49 | 42 | 22 | 5  | 15 | 71  | 63  | 1.127 |
|       | 6.   | Huddersfield Town | 47 | 42 | 18 | 11 | 13 | 66  | 53  | 1.245 |
|       | 7.   | Derby County      | 44 | 42 | 15 | 14 | 13 | 76  | 69  | 1.101 |
|       | 8.   | Leeds Utd         | 44 | 42 | 15 | 14 | 13 | 59  | 62  | 0.952 |
|       | 9.   | Portsmouth        | 43 | 42 | 18 | 7  | 17 | 74  | 76  | 0.974 |
|       | 10.  | Sheffield Utd     | 43 | 42 | 17 | 9  | 16 | 74  | 80  | 0.925 |
| [ 8 ] | 11.  | Everton           | 41 | 42 | 16 | 9  | 17 | 81  | 74  | 1.095 |
|       | 12.  | Sunderland        | 40 | 42 | 15 | 10 | 17 | 63  | 80  | 0.787 |
|       | 13.  | Birmingham City   | 39 | 42 | 14 | 11 | 17 | 57  | 57  | 1.000 |
|       | 14.  | Liverpool         | 39 | 42 | 14 | 11 | 17 | 79  | 84  | 0.940 |
|       | 15.  | Blackburn         | 38 | 42 | 14 | 10 | 18 | 76  | 102 | 0.745 |
|       | 16.  | Manchester City   | 37 | 42 | 16 | 5  | 21 | 68  | 71  | 0.958 |
|       | 17.  | Middlesbrough     | 37 | 42 | 14 | 9  | 19 | 63  | 73  | 0.863 |
|       | 18.  | Chelsea           | 35 | 42 | 14 | 7  | 21 | 63  | 73  | 0.863 |
|       | 19.  | Leicester City    | 35 | 42 | 11 | 13 | 18 | 75  | 89  | 0.843 |
|       | 20.  | Wolverhampton     | 35 | 42 | 13 | 9  | 20 | 80  | 96  | 0.833 |
|       | 21.  | Bolton            | 33 | 42 | 12 | 9  | 21 | 78  | 92  | 0.848 |
|       | 22.  | Blackpool         | 33 | 42 | 14 | 5  | 23 | 69  | 85  | 0.812 |

Legenda:
      Campione d'Inghilterra
      Retrocesse in Second Division 1933-1934
Note:
Due punti a vittoria, uno a pareggio, zero a sconfitta.
A parità di punti le squadre venivano classificate secondo il quoziente reti.

## Risultati

### Tabellone
|                   | Ars  | Ast  | Bir  | BlR  | Blp  | Bol  | Che  | Der  | Eve  | Hud  | Lee  | Lei  | Liv  | MaC  | Mid  | New  | Por  | ShU  | ShW  | Sun  | WBA  | Wol  |
| ----------------- | ---- | ---- | ---- | ---- | ---- | ---- | ---- | ---- | ---- | ---- | ---- | ---- | ---- | ---- | ---- | ---- | ---- | ---- | ---- | ---- | ---- | ---- |
| Arsenal           | –––– | 5-0  | 3-0  | 8-0  | 1-1  | 3-2  | 4-1  | 3-3  | 2-1  | 2-2  | 1-2  | 8-2  | 0-1  | 2-1  | 4-2  | 1-0  | 2-0  | 9-2  | 4-2  | 6-1  | 1-2  | 1-2  |
| Aston Villa       | 5-3  | –––– | 1-0  | 4-0  | 6-2  | 6-1  | 3-1  | 2-0  | 2-1  | 0-3  | 0-0  | 4-2  | 5-2  | 1-1  | 3-1  | 3-0  | 4-1  | 3-0  | 3-6  | 1-0  | 3-2  | 1-3  |
| Birmingham City   | 0-1  | 3-2  | –––– | 3-1  | 2-1  | 2-1  | 0-0  | 3-1  | 4-0  | 0-2  | 2-1  | 0-4  | 3-0  | 3-0  | 1-4  | 1-2  | 4-0  | 4-1  | 2-1  | 2-0  | 1-1  | 0-0  |
| Blackburn         | 2-3  | 0-5  | 2-0  | –––– | 6-5  | 3-2  | 1-3  | 3-3  | 3-1  | 4-2  | 1-1  | 1-1  | 2-2  | 1-0  | 4-2  | 2-1  | 3-2  | 3-0  | 1-1  | 1-3  | 4-4  | 1-0  |
| Blackpool         | 1-2  | 6-2  | 0-1  | 3-0  | –––– | 1-3  | 4-0  | 4-1  | 2-1  | 1-1  | 2-1  | 2-1  | 4-1  | 1-0  | 3-1  | 0-4  | 0-2  | 0-3  | 3-4  | 3-1  | 2-4  | 2-2  |
| Bolton            | 0-4  | 0-1  | 2-2  | 4-2  | 1-0  | –––– | 2-3  | 1-1  | 2-4  | 2-1  | 5-0  | 5-0  | 3-3  | 2-1  | 4-3  | 2-2  | 4-1  | 3-3  | 3-0  | 0-0  | 2-2  | 2-0  |
| Chelsea           | 1-3  | 0-1  | 4-2  | 2-2  | 1-0  | 1-1  | –––– | 1-3  | 1-0  | 0-1  | 6-0  | 4-1  | 0-2  | 3-1  | 2-1  | 0-1  | 4-4  | 3-0  | 0-2  | 1-1  | 1-2  | 3-1  |
| Derby County      | 2-2  | 0-0  | 2-2  | 2-1  | 1-1  | 4-1  | 0-1  | –––– | 2-0  | 2-3  | 5-1  | 3-2  | 1-1  | 4-0  | 2-2  | 3-2  | 2-0  | 3-0  | 2-0  | 3-0  | 2-2  | 4-4  |
| Everton           | 1-1  | 3-3  | 4-1  | 6-1  | 2-0  | 2-2  | 3-2  | 4-2  | –––– | 2-0  | 0-1  | 6-3  | 3-1  | 2-1  | 0-0  | 0-0  | 1-1  | 1-0  | 2-1  | 6-1  | 1-2  | 5-1  |
| Huddersfield Town | 0-1  | 0-0  | 0-0  | 0-3  | 0-1  | 2-1  | 2-0  | 0-0  | 0-0  | –––– | 2-2  | 4-1  | 3-1  | 1-0  | 0-1  | 4-0  | 2-2  | 1-0  | 4-0  | 2-1  | 2-1  | 3-2  |
| Leeds Utd         | 0-0  | 1-1  | 1-1  | 3-1  | 3-1  | 4-3  | 2-0  | 0-2  | 1-0  | 1-1  | –––– | 1-1  | 5-0  | 2-1  | 0-1  | 6-1  | 0-1  | 1-3  | 3-2  | 2-3  | 1-1  | 2-0  |
| Leicester City    | 1-1  | 3-0  | 2-2  | 1-1  | 3-0  | 2-0  | 1-1  | 4-0  | 2-2  | 3-1  | 3-1  | –––– | 1-2  | 1-2  | 1-1  | 0-3  | 2-1  | 1-1  | 0-0  | 4-2  | 6-2  | 2-2  |
| Liverpool         | 2-3  | 0-0  | 1-0  | 2-2  | 4-3  | 0-1  | 3-0  | 6-1  | 7-4  | 2-2  | 0-1  | 1-2  | –––– | 1-1  | 1-3  | 3-0  | 4-3  | 2-2  | 4-1  | 3-3  | 2-0  | 5-1  |
| Manchester City   | 2-3  | 5-2  | 1-0  | 2-3  | 5-1  | 2-1  | 1-4  | 2-1  | 3-0  | 3-0  | 0-0  | 4-1  | 1-1  | –––– | 2-3  | 1-2  | 3-1  | 1-0  | 2-2  | 2-4  | 1-0  | 4-1  |
| Middlesbrough     | 3-4  | 0-2  | 2-2  | 4-0  | 2-0  | 2-1  | 2-1  | 0-3  | 0-2  | 1-1  | 0-1  | 1-1  | 0-1  | 2-0  | –––– | 2-3  | 5-4  | 2-2  | 1-1  | 1-2  | 3-1  | 2-1  |
| Newcastle Utd     | 2-1  | 3-1  | 2-1  | 2-1  | 1-2  | 3-1  | 2-0  | 0-0  | 1-2  | 0-4  | 3-1  | 2-1  | 4-3  | 2-0  | 5-1  | –––– | 1-1  | 2-0  | 3-1  | 0-1  | 3-0  | 3-2  |
| Portsmouth        | 1-3  | 2-4  | 1-1  | 2-0  | 2-1  | 2-1  | 2-0  | 2-0  | 2-2  | 1-0  | 3-3  | 2-1  | 2-1  | 1-2  | 2-0  | 2-0  | –––– | 1-0  | 3-0  | 1-3  | 3-0  | 2-0  |
| Sheffield Utd     | 3-1  | 1-0  | 2-1  | 2-1  | 1-0  | 3-2  | 4-1  | 4-3  | 3-2  | 1-2  | 0-0  | 5-2  | 6-2  | 2-5  | 2-0  | 3-1  | 2-3  | –––– | 2-3  | 3-0  | 1-1  | 0-0  |
| Sheffield Weds    | 3-2  | 0-2  | 1-1  | 1-1  | 4-1  | 2-0  | 2-2  | 0-0  | 3-1  | 2-1  | 2-0  | 4-1  | 3-0  | 2-1  | 2-1  | 2-0  | 2-1  | 3-3  | –––– | 3-1  | 3-1  | 2-0  |
| Sunderland        | 3-2  | 1-1  | 1-0  | 4-2  | 1-1  | 7-4  | 2-1  | 0-2  | 3-1  | 1-2  | 0-0  | 2-1  | 0-0  | 3-2  | 0-0  | 0-2  | 0-3  | 2-2  | 1-2  | –––– | 2-2  | 0-1  |
| West Bromwich     | 1-1  | 3-1  | 1-0  | 1-3  | 2-1  | 4-0  | 3-2  | 2-0  | 3-1  | 2-1  | 0-1  | 4-3  | 2-1  | 4-0  | 0-1  | 3-2  | 4-2  | 0-1  | 2-0  | 5-1  | –––– | 4-1  |
| Wolverhampton     | 1-7  | 2-4  | 1-0  | 5-3  | 2-3  | 4-1  | 1-2  | 3-1  | 4-2  | 6-4  | 3-3  | 1-1  | 3-1  | 1-2  | 2-0  | 1-1  | 5-2  | 5-1  | 3-5  | 0-2  | 3-3  | –––– |

## Statistiche

### Squadre

#### Capoliste solitarie
|    | —— | —— | ——  | —— | —— | ——          | ——          | ——          | ——          | ——          | ——      | ——      | ——      | ——      | ——      | ——      | ——      | ——      | ——      | ——      | ——      | ——      | ——      | ——      | ——      | ——      | ——      | ——      | ——      | ——      | ——      | ——      | ——      | ——      | ——      | ——      | ——      | ——      | ——      | ——      | ——      | —— |  |
|    |    |    | WBA |    |    | Aston Villa | Aston Villa | Aston Villa | Aston Villa | Aston Villa | Arsenal | Arsenal | Arsenal | Arsenal | Arsenal | Arsenal | Arsenal | Arsenal | Arsenal | Arsenal | Arsenal | Arsenal | Arsenal | Arsenal | Arsenal | Arsenal | Arsenal | Arsenal | Arsenal | Arsenal | Arsenal | Arsenal | Arsenal | Arsenal | Arsenal | Arsenal | Arsenal | Arsenal | Arsenal | Arsenal | Arsenal |    |  |
|    |    |    |     |    |    |             |             |             |             |             |         |         |         |         |         |         |         |         |         |         |         |         |         |         |         |         |         |         |         |         |         |         |         |         |         |         |         |         |         |         |         |    |  |
|    |    |    |     |    |    |             |             |             |             |             |         |         |         |         |         |         |         |         |         |         |         |         |         |         |         |         |         |         |         |         |         |         |         |         |         |         |         |         |         |         |         |    |  |
| 1ª | 2ª | 3ª | 4ª  | 5ª | 6ª | 7ª          | 8ª          | 9ª          | 10ª         | 11ª         | 12ª     | 13ª     | 14ª     | 15ª     | 16ª     | 17ª     | 18ª     | 19ª     | 20ª     | 21ª     | 22ª     | 23ª     | 24ª     | 25ª     | 26ª     | 27ª     | 28ª     | 29ª     | 30ª     | 31ª     | 32ª     | 33ª     | 34ª     | 35ª     | 36ª     | 37ª     | 38ª     | 39ª     | 40ª     | 41ª     | 42ª     |    |  |